# Cryptocephalus paphlagonius
Cryptocephalus paphlagonius là một loài bọ cánh cứng trong họ Chrysomelidae. Loài này được Sassi & Kismali miêu tả khoa học năm 2000.